# Pahoa
Pahoa is een plaats (census-designated place) in de Amerikaanse staat Hawaï, en valt bestuurlijk gezien onder Hawaï County.

## Demografie
Bij de volkstelling in 2000 werd het aantal inwoners vastgesteld op 962.

## Geografie
Volgens het United States Census Bureau beslaat de plaats een oppervlakte van
5,9 km², waarvan 5,9 km² land en 0,0 km² water.

## Plaatsen in de nabije omgeving
De onderstaande figuur toont nabijgelegen plaatsen in een straal van 12 km rond Pahoa.

## Lavastroom
In oktober 2014 werd Pahoa bedreigd door een lavastroom van Puʻu ʻŌʻō, een sintelkegel op de helling van de Kilaueavulkaan.
 De lavastroom stopte in november nadat een huis in Pahoa verbrand was.